# Mitterdorf im Mürztal
Mitterdorf im Mürztal est une ancienne commune autrichienne du district de Bruck-Mürzzuschlag en Styrie. Elle a fusionné le 1er janvier 2015 avec Veitsch et Wartberg im Mürztal pour former Sankt Barbara im Mürztal.